# Teshio (provincia)
Teshio, scritta ufficialmente Teshio no Kuni (天塩国?), fu una provincia del Giappone, corrispondente all'attuale subprefettura di Rumoi ed alla metà settentrionale della subprefettura di Kamikawa.

## Storia
- 15 agosto 1869: viene istituita la provincia di Teshio con 6 distretti;
- 1872: la provincia ha una popolazione di 1 576 abitanti;
- 1882: la provincia si dissolve in Hokkaido.

## Distretti
- Mashike (増毛郡)
- Rumoi (留萌郡)
- Tomamae (苫前郡)
- Teshio (天塩郡)
- Nakagawa (中川郡)
- Kamikawa (上川郡)